# Ковалёв, Дмитрий Александрович
Дмитрий Александрович Ковалёв (род. 27 марта 1976) — российский гребец.

## Карьера
Победитель юниорского первенства мира 1994 года в двойке с рулевым.
Многократный Чемпион России.
Бронзовый призёр Кубков мира (1997, 1998).
Участник четырёх чемпионатов мира. В 1999 году завоевал бронзу на чемпионате мира.
Участник Олимпийских игр 2000 года, где в составе восьмёрки стал девятым.                            В сентябре 2019 года был назначен главным тренером сборной России по академической гребле. На Олимпийских играх в Токио в 2021 г.  под руководством главного тренера Ковалева Д. А. сборная команда России по академической гребле завоевала две серебряных медали. 

## Образование
Окончил Калужский государственный университет имени К. Э. Циолковского